# Живот и уметност (часопис)
Живот и уметност : лист за култивисање осећања лепог је часопис који је излазио у Београду између 1935. и 1937. године. Био је посвећен естетици и култури.

## О часопису
Живот и уметност је часопис који је излазио 3 године од 1935. до 1937. године. Први број је изашао октобра 1935. године. Циљ часописа је био да се остане лојалним естетичким аргументима, неприкосновеним уметничким принципима, питању лепоте, културне историје људи.

### Периодичност
Часопис је излазио једном месечно.

### Рубрике
Посебан нагласак је на рубрици Уметност.

### Тематика
- Лепа књижевност
- Песме
- Критике
- Чланци посвећени музици
- Студије
- Монографије

## Уредници
Главни и одговорни уредник је Петар Одавић.